# Oraesia politzari
Oraesia politzari is een vlinder uit de familie spinneruilen (Erebidae). De wetenschappelijke naam is voor het eerst geldig gepubliceerd in 2010 door Behounek, Hacker & Speidel.
De soort komt voor in tropisch Afrika.